# Verfassungsmässige Rechte
Verfassungsmässige Rechte ist ein Begriff aus dem schweizerischen Staatsrecht. Im Zentrum der Verfassungsgerichtsbarkeit, die das Bundesgericht in der Schweiz ausübt, steht der Schutz verfassungsmässiger Rechte der Bürger. Weder die Bundesverfassung noch das Bundesgerichtsgesetz enthalten eine Definition der verfassungsmässigen Rechte. In einer Rechtsprechung aus dem Jahr 2005 verstand das Bundesgericht darunter «justiziable Rechtsansprüche, die nicht ausschliesslich öffentliche Interessen, sondern auch Interessen und Schutzbedürfnisse des Einzelnen betreffen und deren Gewicht so gross ist, dass sie nach dem Willen des demokratischen Verfassungsgebers verfassungsrechtlichen Schutzes bedürfen». Wenn jemand also eine Verletzung verfassungsmässiger Rechte geltend machen möchte, muss damit auch ein Schutz des Einzelnen erbracht werden. Zudem muss die Bestimmung, auf die sich der Beschwerdeführer beruft, unmittelbar gerichtlich durchsetzbar sein. Das ist nur dann der Fall, wenn sie hinreichend bestimmt ist und so dem Einzelnen einen Anspruch gewährt. Das trifft für soziale Grundrechte, wie das Recht auf Hilfe in Notlagen (Art. 12 BV) zu, nicht aber für Sozialziele (Art. 41 BV). Den Verfassungsgrundsätzen in Art. 5 BV kommt nicht die Bedeutung verfassungsmässiger Rechte zu.
Zu den verfassungsmässigen Rechten gehören sämtliche Grundrechte (verfassungs- und völkerrechtlich gewährte) sowie – in Teilen – Verfassungsnormen rechtsstaatlicher und bundesstaatlicher Natur. Das gilt etwa für den Grundsatz der Gewaltenteilung, den Vorrang des Bundesrechts (Art. 49 Abs. 1 BV), das Legalitätsprinzip im Abgaberecht (Art. 127 Abs. 1 BV), die Gebührenfreiheit bei der Benützung öffentlicher Strassen (Art. 82 Abs. 3 BV) und das Verbot der interkantonalen Doppelbesteuerung (Art. 127 Abs. 3 BV). Sehr häufig berufen sich Beschwerdeführer gleichzeitig auf Grundrechte der Bundesverfassung und auf die Europäische Menschenrechtskonvention (EMRK), manchmal auch auf die UNO-Pakte I oder II.
Die praktische Bedeutung kantonaler verfassungsmässiger Rechte ist klein. Soweit sie nicht einen ausgedehnteren Schutz als die entsprechenden Normen der Bundesverfassung oder der EMRK gewähren, kommt ihnen keine eigene Tragweite zu. Daneben kommt auch der in verschiedenen Kantonsverfassungen verankerten Gemeindeautonomie Relevanz als Beschwerdegrund zu.
Der Begriff der verfassungsmässigen Rechte ist für die Verfassungsbeschwerde von zentraler Bedeutung, weil er dort den einzigen Beschwerdegrund darstellt (Art. 116 BGG). Im Zusammenhang mit der Beschwerde in öffentlich-rechtlichen Angelegenheiten und den andern beiden Arten der Einheitsbeschwerde spielt er als Zulässigkeitsvoraussetzung eine untergeordnete Rolle.